# Simfonia núm. 5 (Mozart)
La Simfonia núm. 5 en si bemoll major, K. 22, és una composició de Wolfgang Amadeus Mozart escrita a l'Haia el desembre de 1765, a l'edat de nou anys. La va compondre durant el gran viatge de la família Mozart de gira per l'oest d'Europa. Mozart va caure greument malalt durant la seva estada a l'Haia, i va escriure aquesta composició probablement mentre es refeia.
La simfonia està instrumentada per a dos oboès, dues trompes i corda. Està estructurada en el típic esquema clàssic italià de tres moviments:
1. Allegro, en compàs 4/4.
2. Andante, en compàs 2/4.
3. Allegro molto, en compàs 3/8.

En els tres moviments destaca el colorit que donen especialment les trompes. Un intens primer moviment en la tonalitat de si bemoll major, bé seguit per un segon moviment més solemne i malenconiós en la tonalitat relativa menor, en sol menor. Un breu però bulliciós final conclou l'obra. El tema d'inici del tercer i últim moviment és notable, ja que aquest tema apareix de la mateixa manera en una composició molt posterior i molt més madura de Mozart: en l'acte II Finale, de la seva opera buffa de 1786, Les noces de Fígaro, K. 492.